# Sosie Bacon
Sosie Ruth Bacon (Los Angeles, 15 de março de 1992) é uma atriz norte-americana, Seu primeiro papel foi interpretar Emily, de 10 anos, no filme Loverboy (2005), dirigido por seu pai, Kevin Bacon, e estrelado por sua mãe, Kyra Sedgwick. Incentivada pelo produtor James Duff, ela apareceu em The Closer (2009). Desde então, seus créditos incluem Wishin' and Hopin' (2014), Ana Maria in Novela Land (2015), Scream (série de TV) (2016), Story of a Girl (2017), 13 Reasons Why (2017–2018), Charlie Say (2018), Last Summer (2019), Wyrm (2019), Narcos: México (2020), Mare of Easttown (2021), As We See It (2022) e no terror de sucesso Smile (2022). conhecida pela participação na série 13 Reasons Why.